# Arseniusz Autorejan
Arseniusz Autorejan, Arseniusz z Autorianos, gr. Ἀρσένιος Ἀυτωρειανός, Arsenios Autōreianos (ur. ok. 1200, zm. między 1265 a 1273) – święty prawosławny, patriarcha Nicei (1254–1259) i Konstantynopola (1261–1267).

## Życiorys
Arseniusz urodził się około 1200 r., zapewne w Konstantynopolu. Pochodził ze znakomitej konstantynopolitańskiej rodziny. Jego ojcem był Teodor Agallian, sędzia dromu, a matką Irena Kamaterina. Ojciec pod koniec życia wstąpił do klasztoru i przyjął imię Arseniusz. Syn poszedł w jego ślady. Przyjął imię Gennadiusz, a po śmierci ojca, imię Arseniusz. Był igumenem klasztoru Okseja na wyspie Prinkipos. W 1254 r. cesarz Jan III Watatzes wysłał go do papieża Innocentego IV z misją dyplomatyczną związaną z projektowaną unią Kościołów. 25 grudnia 1254 r. Arseniusz przyjął święcenia kapłańskie i dzięki poparciu syna Jana III Watatzesa, Teodora II Laskarysa został wybrany patriarchą Nicei. Jako zwierzchnik Kościoła prawosławnego ściśle współpracował z cesarzem. Teodorem II. Po jego śmierci Teodora wraz z Jerzym Muzalonem objął opiekę nad małoletnim synem cesarza Janem IV.
Po śmierci Muzalona Arseniusz przekonał możnych i lud cesarstwa, aby regencję powierzyć Michałowi Paleologowi i nadał mu tytuł megaduksa, a następnie despoty. Gdy przyszło do koronacji cesarskiej, Michał Paleolog był tak pewien poparcia armii i wrogów zmarłego cesarza, że nakłonił patriarchę, aby w pierwszym rzędzie koronował jego. Arseniusz usiłował uzyskać odeń obietnicę, że za dwanaście lat, gdy Jan osiągnie pełnoletniość, odda mu władzę. Cesarz zażądał by Arseniusz ustąpił, a gdy patriarcha odmówił, w lutym lub marcu 1260 r. został wygnany ze stolicy. Jego miejsce zajął biskup Efezu, Nicefor II.
Usunięcie Arseniusza doprowadziło do rozłamu w Kościele Wschodnim. Toteż po zajęciu przez Michała VIII Konstantynopola w 1261 r. i śmierci Nicefora II, Arseniusz powrócił na stolicę patriarszą. We wrześniu Arseniusz koronował Michała uroczyście na cesarza bizantyńskiego. Jeszcze w tym samym roku doszło do kolejnego konfliktu cesarza z patriarchą. 25 grudnia z rozkazu Michała VIII dokonano oślepienia dziewięcioletniego Jana IV. Arseniusz ekskomunikował cesarza i zażądał zrzeczenia się przez niego korony, a następnie wygnania go z kraju. Ponieważ patriarcha nie chciał cofnąć ekskomuniki, cesarz przy poparciu części biskupów w 1267 r. doprowadził do usunięcia Arseniusza do klasztoru świętego Mikołaja na wyspie Proconnes. Arseniusz zmarł tam prawdopodobnie około 1273 r.
W obronie obalonego patriarchy wystąpiło szereg biskupów, między innymi Heraklei (Teodor) i Neocezarei (Konstantyn). Zwolennicy Arseniusza, zwani arsenitami, dochowali wierności zmarłemu patriarsze. Datująca się od czasu złożenia patriarchy z urzędu schizma arseniańska została zakończona dopiero w 1310 r., dzięki negocjacjom patriarchy Nifona.

## Twórczość
Arseniusz pozostawił po sobie krótki utwór Diatheke (PG 140, 948–958), opisujący między innymi dzieje Bizancjum oraz Eis ten lampran Kyriaken (PG 140, 937–940) utwór wierszowany sławiący zmartwychwstanie Chrystusa. Przypisuje mu się też dzieło o obrzędzie namaszczenia chorych, którego fragment zachował się w PG 140, 808.